# Orosz–török háború (1570–74)
A orosz–török háború, más néven orosz–krími háború 1570–74 között zajlott. A krími kán indította az orosz cár ellen, s oszmán-törökök csapatok is csatlakoztak hozzá nagy számban.
1568-ban a törökök egyik serege intézett támadást Asztrahán ellen, hogy a Dont és a Volgát összekötő csatornát építhessék ki, mellyel könnyebbé téve a hajózást megkezdhetik Oroszország meghódítását és a többi tatár kánságot is alávethetik uralmuknak.
1570-ben ugyan békét kötött IV. (Rettegett) Iván és II. Szelim, de még ebben az évben a krími tatárok indítottak támadást az oroszok ellen, akiknek serege java részét Livóniában a svédek és a lengyelek elleni harc kötötte le.
Az 1570–74-es évek harcaiban a tatárok oldalán gyakran részt vettek törökök.
A kán, I. Devlet Girej 1571-es hadjárata során végigpusztította Rjazany és vidékét. Hamarosan összefogott a cserkeszekkel és a nogaji tatárokkal, akikkel együtt betörtek Moszkvába és felégették.
1572-ben Devlet Girej mintegy 120 ezer fős sereggel újra Moszkva meghódítására indult. Ebből 80 ezer tatár és 40 ezer török (33 ezer nem reguláris vitéz és 7000 janicsár), ez előbbi nagyszámú muskétával rendelkezett (a tatár lovasok közül is jó páran használtak pisztolyt, vagy puskát).
Moszkvától délre, Mologyinál július 30-án Mihail Vorotinszkij herceg vezetésével egy 60 ezer fős orosz sereg ütközött meg a török–tatár haddal. Az oroszoknak ágyúik voltak, míg az ellenségeiknek nem. A csata augusztus 3-áig tartott. A véres, több napig tartó csatában a tatárok és a törökök 115 ezer emberüket vesztették el, és ezzel a katasztrofális vereséggel a krími tatárok nem próbálkoztak meg Oroszország ellen nagyobb pusztító hadjáratokkal.

## Külső hivatkozás
- Weiszhár Attila – Weiszhár Balázs: Háborúk lexikona, Atheneaum, Budapest 2004. ISBN 9789639471252